# Al-Awwal Park
Al-Awwal Park – stadion piłkarski w Rijadzie, stolicy Arabii Saudyjskiej. Został wybudowany w latach 2011–2014 i zainaugurowany 7 maja 2015 roku. Obiekt może pomieścić 25 000 widzów. Stadion znajduje się na terenie kampusu Uniwersytetu Króla Sauda.
Stadion do 2020 roku nosił nazwę King Saud University Stadium, a w latach 2020–2022 Mrsool Park.
22 grudnia 2019 roku na stadionie odbył się mecz o Superpuchar Włoch (Juventus – Lazio 1:3).